# Regierung Leterme II
Die belgische Regierung Leterme II war vom 25. November 2009 bis zum 5. Dezember 2011 im Amt. Am 26. April 2010 nahm der König den am 22. April eingereichten Rücktritt der Regierung an; danach führte sie die politischen Geschäfte 540 Tage lang kommissarisch. Die Regierung bestand aus 15 Ministern (den Premierminister inbegriffen) und sieben Staatssekretären. Zudem wurde ein Regierungskommissar beauftragt.
Diese zweite von Yves Leterme (CD&V) angeführte Regierung bestand aus den flämischen Christdemokraten (CD&V) und den frankophonen Zentrumshumanisten (cdH), den flämischen und französischsprachigen Liberalen (Open VLD und MR) sowie den frankophonen Sozialisten (PS).
Die Regierung Leterme II wurde als vierte Föderalregierung in der Legislaturperiode 2007–2011 insgesamt nach einer kurzen Vermittlung durch den ehemaligen Premierminister Wilfried Martens (CD&V) von König Albert II. als Nachfolgerin der Regierung Van Rompuy ernannt. Diese war zurückgetreten, nachdem der bisherige Premierminister Herman Van Rompuy am 19. November 2009 zum ersten ständigen Präsidenten des Europäischen Rates designiert wurde. Da diese Position mit der eines Regierungschefs unvereinbar ist, musste Van Rompuy sein Amt niederlegen.
Es gab gegenüber der Regierung Van Rompuy nur wenige personelle Veränderungen. Das Amt des Außenministers, das von Leterme ausgeübt worden war, ging an Steven Vanackere (CD&V) über; Inge Vervotte (CD&V) ersetzte letzteren als Ministerin für den öffentlichen Dienst und die staatlichen Unternehmen.
Begleitet wurde die Regierung vom ehemaligen Premierminister Jean-Luc Dehaene (CD&V), der als Sonderkommissar des Königs für die Lösung des Konfliktes rund um den Wahlkreis Brüssel-Halle-Vilvoorde ernannt wurde. Nachdem dieser das Problem „BHV“ nicht hatte lösen können, beschlossen die flämischen Liberalen der Open VLD, die Föderalregierung zu verlassen und ihr das Vertrauen zu entziehen. Am 22. April 2010 reichte Premierminister Yves Leterme den Rücktritt der Regierung beim König ein, doch setzte Albert II. seine Entscheidung aus und nahm den angebotenen Rücktritt vorerst nicht an. Eine kurze Zwischenvermittlung durch Didier Reynders (MR) war nicht erfolgreich, so dass der König am 26. April den Rücktritt definitiv annahm. Am 6. Mai wurden schließlich die Abgeordnetenkammer und der Senat aufgelöst und Neuwahlen für den 13. Juni 2010 angeordnet. Die Wahl stärkte die flämisch-nationalistisch und wirtschaftlich rechts ausgerichtete N-VA in Flandern und konsolidierte die Vormachtstellung der PS im Süden. Da nach den Neuwahlen die Bildung einer neuen Regierung zunächst nicht glücken wollte, blieb die Regierung Leterme II auch während der belgischen EU-Ratspräsidentschaft im zweiten Halbjahr 2010 kommissarisch im Amt. Am 14. Februar 2011 trat Charles Michel, der inzwischen zum Vorsitzenden der MR gewählt worden war, aus der scheidenden Regierung aus und überließ seinen Ministerposten Olivier Chastel.
Nach mehreren gescheiterten Anläufen und der längsten Staatskrise der belgischen Geschichte wurde die Regierung Leterme II am 5. Dezember 2011 durch die Regierung Di Rupo abgelöst.

## Zusammensetzung
| Minister | Name                                                 | Partei   |
| --- | ---------------------------------------------------- | -------- |
| Premierminister | Yves Leterme                                         | CD&V     |
| Vizepremierminister, Minister für Finanzen und institutionelle Reformen                                                                                | Didier Reynders                                      | MR       |
| Vizepremierministerin, Ministerin für Soziales und Gesundheit                                                                                          | Laurette Onkelinx                                    | PS       |
| Vizepremierminister, Minister für auswärtige Angelegenheiten und institutionelle Reformen                                                              | Steven Vanackere                                     | CD&V     |
| Vizepremierministerin, Ministerin für Arbeit, Altersvorsorge, Migration und Asylpolitik                                                                | Joëlle Milquet                                       | cdH      |
| Vizepremierminister, Minister für den Haushalt | Guy Vanhengel                                        | Open VLD |
| Minister für Pensionen und Großstädte | Michel Daerden                                       | PS       |
| Minister für Justiz | Stefaan De Clerck                                    | CD&V     |
| Ministerin für KMU, Selbständige, Landwirtschaft und Wissenschaft                                                                                      | Sabine Laruelle                                      | MR       |
| Minister der Verteidigung | Pieter De Crem                                       | CD&V     |
| Minister für Klima und Energie | Paul Magnette                                        | PS       |
| Minister der Entwicklungszusammenarbeit, mit den europäischen Angelegenheiten beauftragt bis 14. Februar 2011: Minister der Entwicklungszusammenarbeit | Olivier Chastel bis 14. Februar 2011: Charles Michel | MR       |
| Ministerin für den öffentlichen Dienst und öffentliche Unternehmen                                                                                     | Inge Vervotte                                        | CD&V     |
| Minister für Wirtschaft und Vereinfachung | Vincent Van Quickenborne                             | Open VLD |
| Ministerin für innere Angelegenheiten | Annemie Turtelboom                                   | Open VLD |
| Staatssekretäre | Name                                                 | Partei   |
| Staatssekretär für Mobilität | Etienne Schouppe                                     | CD&V     |
| Staatssekretär für die Koordination der Betrugsbekämpfung                                                                                              | Carl Devlies                                         | CD&V     |
| Staatssekretär für Finanzen | Bernard Clerfayt                                     | MR       |
| Staatssekretär für die Vorbereitung der Europäischen Präsidentschaft Amt ab 14. Februar 2011 aufgelöst                                                 | - bis 14. Februar 2011: Olivier Chastel              | MR       |
| Staatssekretär für den Haushalt, Migration und Asylpolitik, Familienpolitik und föderale kulturelle Einrichtungen                                      | Melchior Wathelet                                    | cdH      |
| Staatssekretär für soziale Angelegenheiten und Personen mit einer Behinderung                                                                          | Jean-Marc Delizée                                    | PS       |
| Staatssekretär für soziale Integration und Armutsbekämpfung                                                                                            | Philippe Courard                                     | PS       |
| Regierungskommissare | Name                                                 | Partei   |
| Regierungskommissar, dem Haushaltsminister beigeordnet                                                                                                 | Guido De Padt                                        | Open VLD |